# Way Down (filme)
Way Down (bra: Assalto ao Banco da Espanha; prt: Assalto à Casa-Forte) é um filme de 2021 dirigido por Jaume Balagueró e estrelado por Freddie Highmore.
Na Brasil, os direitos de distribuição foram adquiridos pela Synapse Distribution e, posteriormente, foi lançado no selo Première Telecine, do Telecine.

## Sinopse
A lenda de que o Banco de Espanha é inexpugnável e não pode ser roubado não assusta Thom Johnson (Freddie Highmore), o brilhante jovem engenheiro recrutado para descobrir como ter acesso ao seu interior. O objetivo é um pequeno tesouro que ficará depositado no banco por apenas dez dias. Dez dias para descobrir o segredo da caixa, dez dias para traçar um plano, dez dias para preparar o assalto, dez dias para aproveitar um plano de fuga irrepetível, quando a tão esperada final da Copa do Mundo FIFA de 2010 reunir centenas de milhares de fãs às portas do próprio Banco. Dez dias para a glória... ou para acabar na prisão.

## Elenco
- Freddie Highmore como Thom Johnson
- Astrid Bergès-Frisbey como Lorraine
- Liam Cunningham como Walter Moreland
- Sam Riley como James
- José Coronado como Gustavo Medina
- Luis Tosar como Simón
- Famke Janssen como Margaret
- Emilio Gutiérrez Caba como Presidente do Banco de Espanha
- Axel Stein como Klaus
- James Giblin como pai de Thom
- Hunter Tremayne como Executivo
- Julius Cotter como Executivo
- Craig Stevenson como Executivo
- Daniel Holguín como Muñoz

## Recepção
No agregador de críticas Rotten Tomatoes, que categoriza as opiniões apenas como positivas ou negativas, o filme tem um índice de aprovação de 60% calculado com base em 30 comentários dos críticos. Por comparação, com as mesmas opiniões sendo calculadas usando uma média aritmética ponderada, a nota é 5.8/10 que é seguida do consenso: "Seu tempo de execução passa sem dor suficiente, mas as emoções habilmente projetadas do The Vault são entorpecidas pela familiaridade".
 Já no agregador Metacritic, que calcula as notas usando somente uma média aritmética ponderada a partir das avaliações de 4 críticos que escrevem em maioria para a imprensa tradicional, o filme tem uma pontuação de 50 entre 100, com a indicação de "revisões mistas ou neutras".